# Památník 1150. výročí příchodu věrozvěstů na Velkou Moravu
Památník 1150. výročí příchodu věrozvěstů na Velkou Moravu je žulový památník nacházející se severovýchodně nad obcí Světlá na jižním úbočí Javořice, cca 600 metrů od vrcholu hory a 700 metrů od Světlé, při turistické stezce.

## Historie
Památník byl postaven na podzim roku 2013 z iniciativy PhDr. Karla Plocka (1934–2021), pedagoga a moravisty, který ve Světlé často pobýval. Dílo, věnované 1150. výročí cyrilometodějské misie, bylo vysvěceno 13. července 2014. Po obou stranách obsahuje řadu písemných i grafických odkazů na počátky náboženství a písemnictví ve velkomoravském slovanském státě 9. století.
V létě byla u památníku ojediněle pořádána poutní setkání. Z místa (753 m n. m.) se naskýtá mírný výhled na jih (za vhodných podmínek lze odtud spatřit i Vídeňský Sněžník).
1,2 km severně od památníku, na protilehlém úbočí lesního vrcholu, se také nachází poutní místo Studánka Páně, historicky spjaté zejména s evangelíky, kde si lidé 5. července 1926 připomněli 1100. výročí narození sv. Cyrila.

## Galerie

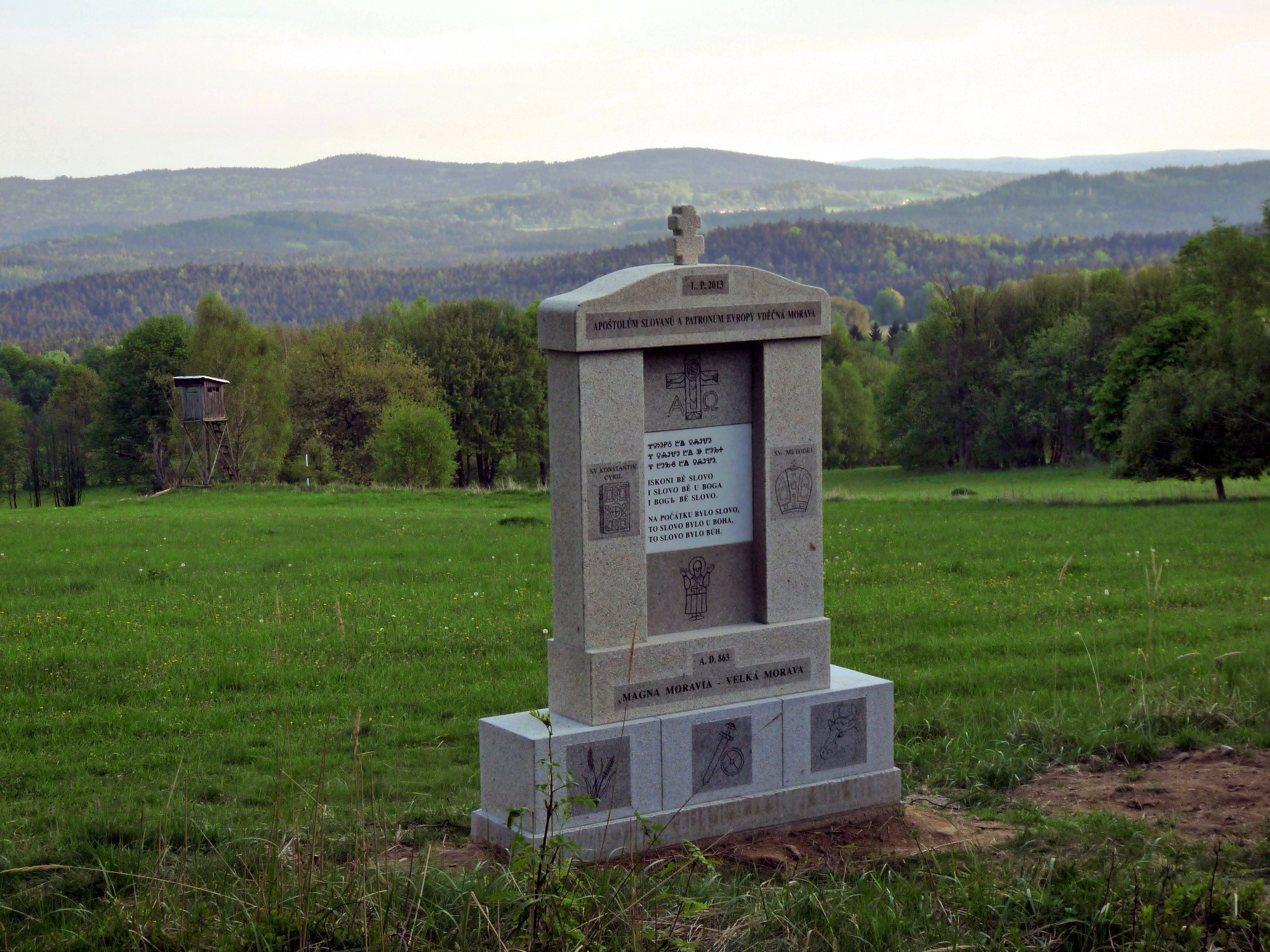
Památník v květnu 2014